# チェルディッチ (ウェセックス王)
チェルディッチ（Cerdic、? - 534年）はウェセックス王国の王。イングランドに上陸したアングロサクソン人の王であり、ウェセックス王室の始祖として考えられているが、年代記自体の表記が考古学的な証拠と矛盾が多く、実在性がはっきりしない。また、現代の英語ではセルディックと読まれる。日本語ではケルディックと書かれることもある。

## アングロサクソン年代記の記述
アングロサクソン年代記によると、495年にチェルディッチは、息子キュンリッチとともにハンプシャーへ3艘の船で上陸した。そして、現地の王ナタンレオド（Natanleod）と戦い、508年に敗死させ、519年に再び戦闘、ここでウェセックス王国を創設したと伝えられている。また、一連の戦いの中でワイト島も占拠し、後発で現れた自らの縁者に与えたと言う。チェルディッチは534年に没し、息子のキュンリッチが跡を継いだと言う。
年代記の文面通りで行けば、チェルディッチは現在のイギリス王室の始祖とも言える。

## 現代における史的考証
しかし、アングロサクソン年代記の初期の歴史著述は矛盾しており、現代イギリスの歴史学者デヴィット・ダンヴィル（en）は、チェルディッチの上陸が538年から554年の間である事を指摘している。また、チェルディッチはバドン山の戦い（Battle of Mons Badonnicus）でブリトン人に敗北したサクソン人の首長ではないかと一部で唱える者もいる。もし、前述のダンヴィルが修正を加えたようにチェルディッチの上陸した時期が538年-554年であれば、この説は正しくないことになる。また、バドン山の戦いの敗者はチェルディッチではなく、別のアングロサクソンの首長（たとえばエレ）であると言う者もいる。
年代記の書き伝えるチェルディッチの行動地域にも疑問がある。彼の活動した地域はサウザンプトンの北部であったが、考古学的な見地からすると、アングロサクソン人の中心地はむしろ北部のドルチェスター・オン・テムズ（Dorchester-on-Thames、ここにウェセックス王国は最初に司教区を設置した）にあり、サウザンプトン近郊はむしろ7世紀前半に新しく獲得した土地で新たに司教区を建てた地域であった。そして、古来父祖の地であったドルチェスターは後年マーシアの攻勢に圧迫され放棄されるなど、ウェセックスの起源は当時の伝承よりももっと複雑な経緯を辿っていた。
また、興味深いことではあるが、「チェルディッチ(Cerdic)」という名前はゲルマン起源というよりもブリトン起源であることが指摘されている。これに対しては、彼がアングロサクソン人の父とブリトン人の母を持ち、母方の親族から名づけられたのではないかという説明づけがなされている。もしそうであるならば、彼の活躍した時期にはブリテン島において侵略者アングロサクソン人と現地ブリトン人の間にある程度の文化的、人的な交流が既に存在していた可能性がある。
チェルディッチは伝説的な人物に過ぎず、実在の証拠はないと主張する者も一部にはいるが、この説は全体から見れば少数の意見である。しかし、チェルディッチが存在する史料は9世紀後半に後付されたものであったことも事実である。ウェセックスの起源に関しての伝承は恐らくはその当時何かしらの形で存在していたであろうが、400年の年月が経った時点での伝承が正確であるとは考えにくい。